# 坪
坪（つぼ）は、尺貫法による面積の単位。明治の度量衡法で、400/121平方メートルと定義された。これは一辺が6尺（1間）の正方形の面積であり、約3.3058 m2である。いわゆる「1坪＝畳2枚」は中京間基準に基づくものである。日本においては計量法により、1966年以降は取引又は証明においては、坪の使用は禁止されており、平方センチメートル、平方メートル、ヘクタール、平方キロメートルなどを用いなければならない。

## 概要
同じ面積を歩（ぶ）とも言う。これは中国で生まれたもので、歩の別名として坪という名称ができたものである。一般には、耕地・林野の面積には歩が、家屋・敷地の面積には坪が使われていた。
古代中国の周代に、歩幅2歩分（右足を踏み出し、次に左足を踏み出した時の、起点から踏み出した左足までの長さ）を「歩」という長さの単位（身体尺）とした。その歩を一辺とする正方形の面積のことも「歩」と呼んだのが面積の単位「歩」の始まりである。このときの1歩（面積）は現在の歩よりも小さな面積であったが、後に6尺四方の面積と定められた。
明治期に1尺 = (10/33) mと定められたので、1坪 = (10/33×6)2 m2 = 400/121 m2 = 約3.3058 m2となる。また、400/121の逆数は、121/400であるので、1 m2 = 正確に 0.3025坪である。1坪の面積は一般的に2畳の広さに当たる。
坪または歩は、尺貫法における面積の基本単位となっている。坪の倍数単位には以下のものがある。
- 合 -- 1合 = 0.1坪
- 勺 -- 1勺 = 0.1合
- 畝 -- 1畝 = 30坪 = 約99.174 m2 = 約1アール
- 反（段） -- 1反 = 10畝 = 約991.74 m2 = 約10アール
- 町（町歩） -- 1町 = 10反 = 約9917.4 m2 = 約1 ha

畝・反・町の値は1アール・10アール・1 haの値に非常に近いので、面積の単位についてはメートル法への移行はスムーズに行われたが、坪（歩）だけはメートル法では切りの良い数字で表すことができない。

### 不動産取引と坪
1966年4月1日以降は、不動産取引においても坪を用いることはできない。
なお、取引・証明に用いる平方メートルと併せて、取引又は証明に用いない参考値として併記することは妨げられていない。ただし、次に示すように（ ）を付けるなどにより、参考値であることを明確にする必要がある。
- 167.32 m2（約50.6坪）

しかし不動産登記の実務においては、参考値としても坪が使われることはない。
不動産の面積当たりの価格を表示する場合も、「坪」を用いることはできず、「平方メートル」を用いなければならない。坪の面積に由来して、しばしば、3.3 m2当たりの価格が示されることがあるが、これはあくまでメートル法による表示であって、尺貫法による表示ではないことに注意が必要である。これは「尺相当目盛り付き長さ計」が尺貫法による物差しではなく、メートル法による物差しであることと少し似ている（尺貫法#尺相当目盛り付き長さ計を参照）。ただし、「尺相当目盛り付き長さ計」の場合とは異なり、「3.3 m2当たり」は、坪当たり（即ち、約3.305785124 m2当たり）とは、約0.18 %の差がある。つまり、上記の表記は厳密に3.3 m2当たりを示しているのであって、坪当たりとは数値が異なるのである。
- 227.87 m2の土地が35480000円である場合：
  - 155703円/m2 　　（35480000/227.87）
  - 513819円/3.3 m2　 （35480000/227.87 * 3.3）
  - 514720円/坪　　（35480000/227.87 * 3.305785124）

上記のように、3.3 m2当たりを示すと、坪当たりに比べて、単位価格が約0.18 %だけ安くなる。
取引又は証明に用いるのではない場合（例えば不動産取引以前の交渉段階において口頭などで用いる場合）は、他の全ての計量単位と同様、当然のことながら計量法の規制外であるから、禁止されているわけではない。なお不動産取引の当事者間での思考上は、「坪」を念頭においている場合もあると考えられる。

## 日本以外での用法
坪は日本で生まれた単位であるが、かつて日本の統治下にあった韓国や台湾でも使用されている。
台湾では、1945年に国民政府が、一部の政府文書を除き坪に変えて平方メートルを使用すると宣言したが、民間では今でも広く使用されている。
韓国では1961年の計量法施行によって、公式にはメートル法に移行している。しかし、土地・建物の売買には坪を用いる実態があったため2007年7月施行の改定計量法により、使用すると罰金が課せられるようになっている。
台湾・韓国とも坪の面積は日本と同じであるが、「つぼ」ではなく、韓国では「ピョン（평）」、台湾では「ピン（拼音: píng）・ペー（白話字: pêⁿ）/ピー（白話字: pîⁿ）」と漢字音で呼ぶ。

## その他の「坪」
上述の土地の面積としての「坪」の他に、分野によって特別の「坪」が使われることがある。これらの単位は全て計量法では禁止されており、計量法上の取引・証明（計量法#取引、証明とは）に用いることはできない。

### 寸坪
錦などの高価な織物や金箔、印刷、製版では1寸四方の面積を1坪としており、区別のためこれを寸坪（すんつぼ）という。寸坪は約9.1827 cm2である。

### 尺坪
タイル・皮革などについては、1尺四方をもって1坪とし、これを尺坪（しゃくつぼ）という。尺坪は約918.2765 cm2である。

### ガラス坪
尺坪の変形で、ガラス製造会社や板ガラスを扱う企業などでは、30 cm四方の面積（900 cm2）のことをガラス坪（ガラスつぼ）と呼ぶ。

### 立坪
土砂の体積の単位として6尺立方、すなわち216立方尺を立坪（りゅうつぼ）という。立坪は、約6.010518 m3である。

### 坪量
製紙、印刷業界では、一定面積当たりの紙の質量を坪量（つぼりょう）という。元々の坪量は尺坪当たりの質量を匁で表したもの(3.75 g/0.091827365 m2 = 40.8375 g/m2)であったが、今日では1平米当たりの質量をグラム単位で表したメートル坪量・米坪（べいつぼ、国際単位系g/m2）が用いられている。